# Phyllomacromia trifasciata
Phyllomacromia trifasciata är en trollsländeart som först beskrevs av Jules Pièrre Rambur 1842.  Phyllomacromia trifasciata ingår i släktet Phyllomacromia och familjen skimmertrollsländor. Inga underarter finns listade i Catalogue of Life.